# Indiana Jones and the Infernal Machine
Indiana Jones and the Infernal Machine to gra wideo na Microsoft Windows, Nintendo 64, oraz Game Boy Color zrobiona na podstawie filmów z serii Indiana Jones. Najpierw została wydana na system operacyjny Microsoft Windows w 1999 roku, a dopiero później wydano ją na konsole do gier. Planowano też wersję na PlayStation, która została jednak odwołana.

## Fabuła gry
W roku 1947 Sophia Hapgood, przyjaciółka Indiany Jonesa z poprzedniej gry, prosi go, aby dowiedział się, czemu Rosjanie dokonują wykopalisk na terenie ruin Babilonu. Indy odkrywa, że szukają oni starożytnej maszynerii, tytułowej Piekielnej Machiny, która służyła mieszkańcom Babilonu do porozumiewania się z bogiem Mardukiem, a mieściła się w słynnej Wieży Babel. Okazuje się, że czterej kapłani Marduka (Urgon, Taklit, Azerim i Nub), po zburzeniu Wieży, uciekli z najważniejszymi częściami Machiny i ukryli je w różnych zakątkach świata. Jedna z nich jest w starożytnym sanktuarium Shambala w górach w Kazachstanie, inna w wulkanie na Filipinach, następna w piramidzie na terenie zaginionej doliny Olmeków w Meksyku, a ostatnia w grobowcu Nubiańskiego władcy w Meroe. Po piętach depcze Indy'emu doktor Gennadi Volodnikov - sowiecki naukowiec zajmujący się fizyką hiperprzestrzeni, który ma do pomocy część radzieckiej armii.
Po skompletowaniu wszystkich części Machiny, Indy oddaje je Simonowi Turnerowi - szefowi Sophii, który zamierza zrekonstruować Machinę i użyć jej do zniszczenia komunistów. Indy'emu udaje się poprawnie umieścić części Machiny (które Turner źle umiejscowił) i pokonać Turnera. Niestety przez przypadek Machina zostaje uruchomiona i Indiana wraz z Sophią przedostają się do innego wymiaru. Indy musi zmierzyć się z Mardukiem, który okazuje się bezdusznym kosmitą. Po pokonaniu Marduka, Indy i Sophia znajdują portal do Babilonu i wraz z Volodnikovem (który okazuje się dobry z natury) bohaterowie odchodzą w stronę zachodzącego słońca.

### Powrót do Peru
Jest to dodatkowy poziom gry, w którym Indiana Jones znów znajduje drogę do świątyni z Poszukiwaczy. Indy wyczytuje z sekretnej mapy, że istnieje drugi, bliźniaczy posążek płodności, ukryty w pomieszczeniach za głównym ołtarzem.
Cały ten poziom został utworzony na podstawie pierwszej ekranowej przygody archeologa, zatem znajdziemy tu dokładnie te same pułapki i wnętrza świątyń.

## Postacie
Professor Henry „Indiana” Jones Jr. - 48-letni, światowej sławy archeolog i awanturnik, a z zamiłowania poszukiwacz skarbów, będących często przedmiotami kultu.
Sophia Hapgood - stara, dobra przyjaciółka Indy’ego. Poznali się na wykopaliskach w Islandii, gdzie Sophia znalazła medalion, który obudził w niej parapsychiczne zdolności. Później za pomocą medalionu razem odnaleźli zaginione miasto Atlantydę (patrz Indiana Jones i Zagadka Atlantydy). Teraz Sophia szpieguje dla nowo uformowanego CIA. Jej bezpośrednim przełożonym jest Simon Turner.
Dr Gennadi Volodnikov - sowiecki geniusz, zajmujący się badaniem struktury czasoprzestrzeni. Po latach badań dochodzi do wniosku, że starożytna Wieża Babel opisana w Biblii, mieściła kiedyś Piekielną Machinę - urządzenie bardziej przerażające od bomby atomowej. Volodnikov jest dość kiepskim archeologiem. Jego ścisły umysł pozwala mu często na krytyczne spojrzenie na sowiecką ideologię. Chociaż przez większość gry jest wyraźnie głównym przeciwnikiem Indy’ego, to pod koniec okazuje się, że jego zamiłowanie do nauki pozwala mu na znalezienie wspólnego języka z Indianą.
Simon Turner - przełożony Sophii, pracujący dla CIA, od razu po założeniu tej organizacji przez prezydenta Trumana. Jest to człowiek spokojny i kompetentny, trzymający się blisko ważnych zdarzeń, ale rzadko w nich uczestniczący. Nienawidzi on komunizmu. To właśnie Turner ukradł Volodnikovi część Babilońskiej maszynerii, która nakłoniła Indy’ego do bliższego przyjrzenia się sprawy z Wieżą Babel. Indiana już od początku podejrzewał, że Turner nie jest dobrym człowiekiem i że kieruje się często chęcią zysku - w Babilonie poprosił Indy’ego o znalezienie złotej figurki Marduka, którą chciał dołączyć do swojej prywatnej kolekcji. Pod koniec gry okazuje się, że za wszelką cenę chce wykorzystać Piekielną Machinę do zniszczenia Sowietów i przejęcia władzy na świecie. To właśnie on wpycha Sophię do Machiny i ma zamiar wysłać ją do innego wymiaru. Aby go powstrzymać, Indiana jest zmuszony go zabić.
Święta Kobieta - ostatni mieszkaniec i opiekun starożytnego sanktuarium „Shambala” wysoko w górach Tienszan w sowieckim Kazachstanie. Pomaga Indy'emu w znalezieniu pierwszej części Piekielnej Machiny i wysyła go w miejsce ukrycia drugiej części.
Nubiański chłopiec - młody chłopiec żyjący blisko piramid w Meroe. Był edukowany przez brytyjskiego misjonarza. Teraz marzy o tym, aby wyruszyć na zachód i wybudować fabrykę. Indy pomaga mu przepędzić hieny i znajduje dla niego zegarek kieszonkowy Heinricha Hornera, archeologa, który odnalazł kopalnie króla Salomona i który jest dla chłopca idolem. W zamian za to chłopak pomaga mu dostać się do wnętrza piramid i otworzyć drogę do kopalni.
Marduk – władca Aetherium - rzeczywistości w innym wymiarze, zbudowanej z niezliczonej ilości wysoko zaawansowanych maszyn. Marduk zbudował też portal do naszego wymiaru i przekazał instrukcję na temat budowy portalu kapłanom z Babilonu (czyli tytułowej Piekielnej Machiny). Jego celem był podbój naszego świata. Doszło by do tego, jeśli Wieża Babel nie zostałaby zniszczona. Indiana Jones przypadkowo uruchamia Machinę, jednak po przejściu do Aetherium udaje mu się pokonać Marduka i zlikwidować zagrożenie.